# Don Sunderlage
Don J. Sunderlage (né le 20 décembre 1929 ; décédé le 15 juillet 1961) est un joueur américain de basket-ball.
Meneur de jeu d'1,85 m issu de Roselle, Illinois, Sunderlage évolue à l'université de l'Illinois. De 1953 à 1955, il joue en NBA sous les couleurs des Hawks de Milwaukee et des Lakers de Minneapolis. Il inscrit une moyenne de 7,7 points par match en carrière et participe au All-Star Game 1954.
Le 15 juillet 1961, Sunderlage décède des suites d'un accident de voiture à Lake Geneva, Wisconsin.